# Boy 7 (film)
Boy 7 is een Nederlandse film uit 2015 geregisseerd door Lourens Blok. De film is gebaseerd op het gelijknamige boek van Mirjam Mous. De hoofdrollen worden gespeeld door Matthijs van de Sande Bakhuyzen, Ella-June Henrard en Tygo Gernandt. Het verhaal speelt zich af in een toekomstige versie van Nederland, waarin Nederland is veranderd in een politiestaat. Het verhaal wordt in de vorm van Flashbacks verteld. Het is geen letterlijke verfilming van het boek, maar gebaseerd op de rode draad van het boek.

## Verhaal
Sam wordt wakker in de metro, maar weet niet meer wie hij is en wat hij daar doet. Als vervolgens de politie om zijn identiteit komt vragen, vlucht hij de metro uit. Eenmaal buiten het metrostation ontmoet hij Lara die hij ook al in de metro gezien heeft. Samen met haar vlucht hij naar een leegstaande woning. Wanneer hij vervolgens iets gaat eten in een restaurant, krijgt hij van de serveerster een schrift overhandigd. Eenmaal teruggekomen in de woning, begint hij het schrift te lezen. Het begint met de uitleg dat hij Sam heet en dat hij vooral niet de politie moet vertrouwen. Gaandeweg wordt hem steeds meer duidelijk over zijn geschiedenis. 
Als hij betrapt wordt op het hacken van een overheidsserver, wordt hem als alternatieve straf een opvoedcentrum aangeboden. Zijn moeder gaat hiermee akkoord en Sam wordt in het opvoedcentrum geplaatst. Iedereen daar wordt zijn naam ontnomen en krijgt de naam Boy met een volgnummer voor een jongen of Girl met een volgnummer voor een meisje. Sam krijgt de naam Boy 7. Iedereen die zich netjes gedraagt en aantoont dat hij/zij alle lessen goed mee kan volgen wordt gepromoveerd tot master. Als de eerste uit de groep (Boy 2) gepromoveerd wordt, gaat hij zich vreemd gedragen. Tijdens de les zelfverdediging laat hij zich in elkaar slaan, zonder ook maar een krimp te geven. Als Sam hem later aanspreekt, heeft hij geen tijd voor Sam. Hij negeert Sam verder en loopt door. 
Samen met Louis en Lara bedenkt hij een ontsnappingsplan. Hij kopieert de vingerafdruk van de Zero en weet zo 's nachts te ontsnappen uit zijn kamer en gaat rondneuzen in het complex van het opvoedcentrum. Daar weet hij in te breken in de computers van het centrum en hij ontdekt de gruwelijke waarheid achter het centrum. De masters reageren zo stoïcijns en laten alles over zich heenkomen omdat ze geïmplanteerd zijn met RFID-chips, waarmee de leiding van het centrum hen kan aansturen. Sam zet het bewijsmateriaal op een USB-stick en stopt die in zijn zak. Vlak voor hij teruggaat naar zijn kamer ruilt hij zijn eigen chip, die klaar ligt om geïmplanteerd te worden, nog vlug om voor een blanco chip. Sam krijgt van Louis een schrift, dat Sam gebruikt om zijn verhaal in het opvoedcentrum te beschrijven. Sam realiseert zich dat de enige manier om te ontsnappen is om zich ook te laten chippen. 
Sam laat zich chippen en na een opdracht waarbij de minister van Veiligheid wordt vermoord, weet Sam te ontsnappen. Hij wordt achterna gezeten door Zero en een aantal bewakers van het centrum. Tijdens zijn vlucht geeft hij het schrift in de voorbijgang af aan een serveerster en rent naar het metrostation. Vlak voordat hij de metro instapt, gooit hij de USB-stick op spoor en stapt in. Ook Zero, Lara en de bewakers stappen in, in de metro. Sam, die het verhaal leest, heeft inmiddels de chip uit zijn nek verwijderd en gaat samen met Lara op zoek naar de USB stick. Als hij die gevonden heeft, staat Lara opeens met een pistool op hem gericht en begint een schermutseling tussen Lara, Sam en Zero. Het lukt Sam niet te ontsnappen en hij wordt meegenomen naar het opvoedcentrum. Als Zero daar de stick wil lezen, komen er opeens duizenden berichten dat mailtjes niet afgeleverd zijn. Dan vertelt Sam dat hij een mail gestuurd heeft naar alle klanten van de grootste internetproviders van het land. Als ze Sam opnieuw proberen te chippen, ontstaat er een schermutseling, waarbij hij Lara weet te overtuigen tegen Zero en het centrum in te gaan. Zodra Zero uitgeschakeld is, vernielt Sam de computers die de chips aansturen. Alle gechipte jongens en meisjes krijgen nu hun geheugen terug. Ondertussen komt de politie aan bij het opvoedcentrum en arresteert de directrice en Zero.  

## Rolverdeling
| Acteur                          | Personage  | Opmerkingen              |
| ------------------------------- | ---------- | ------------------------ |
| Matthijs van de Sande Bakhuyzen | Sam        | Hoofdrol                 |
| Ella-June Henrard               | Lara       | Hoofdrol                 |
| Tygo Gernandt                   | Zero       | Hoofdrol                 |
| Yannick Jozefzoon               | Louis      |                          |
| Joost Koning                    | Boy 2      |                          |
| Halina Reijn                    | Marit      | Lesgever Sam             |
| Renée Soutendijk                | Vermunt    | Directrice opvoedcentrum |
| Menno van Beekum                | De Geer    | Minister van Veiligheid  |
| Hans Dagelet                    | Sassen     | Premier                  |
| Beau Schneider                  | Frank      |                          |
| Marike van Weelden              | Moeder Sam |                          |